# Eesti Riiklik Kirjastus
Eesti Riiklik Kirjastus ('Estnischer Staatsverlag') war von 1949 bis 1964 der Universalverlag der ESSR mit Sitz in Tallinn.

## Geschichte des Verlags
Mit der Annexion Estlands durch die Sowjetunion im Juni 1940 endeten die freie Marktwirtschaft und der Privatbesitz von Produktionsmitteln in Estland. Die bestehenden Verlage wurden aufgelöst. An ihre Stelle traten fünf staatliche Verlage, deren Aufgabenbereiche thematisch abgegrenzt waren und sich im Namen widerspiegelten: „Politische Literatur“, „Pädagogische Literatur“, „Wissenschaftliche Literatur“, „Schöne Literatur und Kunst“ sowie ein Verlag für Zeitungen. Unterbrochen durch den Zweiten Weltkrieg, wurde diese Struktur nach 1944 wiederaufgenommen. Am 1. Dezember 1949 wurden die vier Buchverlage jedoch zu einem einheitlichen Verlag unter dem Namen „Estnischer Staatsverlag“ zusammengeschlossen, lediglich für die Periodika blieb der Zeitungsverlag erhalten.

## Umbenennung/Aufspaltung 1965
Im Jahr 1965 erfolgte eine Umbenennung des Verlags in Eesti Raamat ('Estnisches Buch'), verbunden mit einer erneuten Aufspaltung: Unter dem neuen Verlagsnamen Valgus ('Licht') wurde fortan die pädagogische, (populär)wissenschaftliche und Sachliteratur verlegt, während Eesti Raamat der schönen Literatur vorbehalten blieb.

## Sekundärliteratur
- Eesti raamat 1525–1975. Ajalooline ülevaade. Tallinn: Valgus 1978.